# 烏爾梅尼
烏爾梅尼（羅馬尼亞語：Ulmeni, Maramureș）是羅馬尼亞的城鎮，位於該國西北部索梅什河左岸，距離首府巴亞馬雷30公里，由馬拉穆列什縣負責管轄，面積81.49平方公里，海拔高度169米，2009年人口7,446，大多數居民信奉東正教。
47°27′56″N 23°18′01″E / 47.46556°N 23.30028°E